# PMPG Polskie Media
PMPG Polskie Media SA – przedsiębiorstwo zajmujące się działalnością wydawniczą i marketingową. Działalność obejmuje media tradycyjne i cyfrowe. PMPG rozwija obecność w internecie, w tym serwisy wprost.pl i Dorzeczy.pl. Tygodnik „Wprost” aktualnie ukazuje się wyłączenie w wydaniu internetowym. PMPG jest inwestorem strategiczny spółki Orle Pióro publikującej tygodnik „Do Rzeczy”. Od stycznia 2006 notowane na Warszawskiej Giełdzie Papierów Wartościowych.

## Historia
Historia spółki sięga 1997, kiedy z inicjatywy Michała M. Lisieckiego, twórcy i prezesa spółki, powstał magazyn studencki „?dlaczego”. Jednocześnie rozwijane były usługi promocyjne, początkowo realizowane tylko na uczelniach. Z czasem zakres usług BTL powiększył się (eventy, działania w sieciach) i utworzona została agencja Point Promotion, której nazwa zmieniła się później na BTL Point Group. Jednocześnie spółka rozbudowywała portfolio posiadanych mediów, zarówno o kolejne tytuły prasowe, jak i o serwisy internetowe.
W 2006 PMPG odkupiła od funduszu inwestycyjnego Barrings magazyn „Machina”. W 2007 od grupy Hachette Filipacchi – miesięcznik „Film”. Najstarsze polskie pismo poświęcone filmowi i kinematografii zostało zamknięte w 2013.
Pod koniec 2009 PMPG kupiła 80 proc. udziałów w AWR Wprost. Przeprowadzony przez PMPG relaunch Wprost doczekał się m.in. wyróżnienia w wydaniu tematycznym „Media & Marketing Polska” – „Wydawcy 2011”.
W 2011 PMPG uzyskała licencję na wydanie polskiej edycji magazynu Bloomberg Businessweek, która była pierwszą międzynarodową licencją przyznaną od czasu zakupu tygodnika Businessweek przez Bloomberg LP. PMPG wydawała „Bloomberg Businessweek Polska” od września 2011 do października 2012.
W grudniu 2012 PMPG i jej główny akcjonariusz oraz prezes Michał M. Lisiecki podpisali umowę inwestycyjną z Pawłem Lisickim, byłym redaktorem naczelnym „Uważam Rze”. Umowa dotyczyła wydania nowego tygodnika. Pierwszy numer tygodnika „Do Rzeczy” trafił do kiosków 25 stycznia 2013. W listopadzie 2014 roku Nadzwyczajne Walne Zgromadzenie akcjonariuszy Platformy Mediowej Point Group SA zdecydowało o zmianie nazwy na PMPG Polskie Media SA.
Obecnie spółka jest wydawcą serwisu Wprost.pl oraz internetowego wydania tygodnia "Wprost". Jest także inwestorem strategicznym spółki Orle Pióro publikującej tygodnik „Do Rzeczy”. Działalność w zakresie zintegrowanej komunikacji marketingowej dla klientów zewnętrznych prowadzi agencja Nano Marketing Services. Do grupy PMPG należy również RedDeer.Games sp. z o.o., czołowy wydawca i deweloper gier indie na Nintendo Switch.

## Portfolio grupy
- „Wprost” – tygodnik społeczno-polityczny
- „Do Rzeczy” – tygodnik społeczno-polityczny
- Distribution Point Group – departament usług dystrybucyjnych i logistycznych
- Agencja reklamowa NANO Marketing Services
- RedDeer.Games sp. z o.o.